# Frontispício do Cemitério da Saudade
Frontispício do Cemitério da Saudade é um patrimônio histórico de Bauru, no estado de São Paulo, e entrada para o Cemitério da Saudade, o cemitério municipal e mais antigo da cidade.
O seu proprietário é a Prefeitura de Bauru. É tido como um conjunto de monumentos, constituído por um portal de entrada, o muro, o gradil circular entre dois pilares, portões, o obelisco e o seu entorno, em um raio de 25 metros.
É considerado bem tombado pelo CODEPAC-Bauru, pelo decreto 9.205 de 6 de maio de 2012 e pelo processo 18052/1996. A preservação inclui toda a sua área e volume, incluindo as suas partes interna e externa.

## História
O conjunto histórico foi construído na década de 1930, como entrada para o Cemitério da Saudade, que já existia desde a primeira décado do século XX.

## Arquitetura
O conjunto é no formato de um semicírculo, com um monumento de granito ao centro, composto de uma coluna e uma cruz. O muro também é semicircular e conta com um portal de entrada, o qual apresenta elementos artísticos como anjos e coroas de flores, que referenciam a vida após a morte. Em cima da entrada, também encontra-se a frase em latim Requiescat in pace ("descanse em paz", em português).